# Alexandre da Silva
Alexandre da Silva, född 14 juni 1964 i Osasco, är en brasiliansk tidigare fotbollsspelare.
Han vann skytteligan i Campeonato Brasileiro Série A 1993 med 15 gjorda mål.